# The Little Mother (film 1913 Essanay)
The Little Mother è un cortometraggio muto del 1913. Il nome del regista non viene riportato nei credit.

## Trama
Dopo la morte della madre, Ethel si assume il compito di allevare il fratellino e le due sorelle minori. Così, quando le si presenta un assistente sociale, Ethel difende i piccoli con le unghie e con i denti, fino a minacciarlo con la pistola del suo vicino di casa. Interviene anche la polizia e poi perfino i vigili del fuoco. La situazione si risolve con l'intervento del reverendo McDonald, che riesce a convincere la ragazza e che trova una soluzione per tutti.

## Produzione
Il film fu prodotto dalla Essanay Film Manufacturing Company.

## Distribuzione
Distribuito dalla General Film Company, il film - un cortometraggio di una bobina - uscì nelle sale cinematografiche USA l'11 aprile 1913.